# Santiago de Cuba (Baseballverein)
Santiago de Cuba ist eine Baseballmannschaft der kubanischen Serie Nacional. Das Heimatstadion ist das Estadio Guillermón Moncada in Santiago de Cuba. Der Club gewann von 1999 bis 2001 dreimal hintereinander die nationale Meisterschaft. Auch die letzten beiden Titel 2007 und 2008 konnte sich die Mannschaft holen.
Lediglich ein Spieler wurde 2006 zu den World Baseball Classic geschickt, nämlich Pitcher Ormari Romero.

## Aktuelle Spieler
- Catchers: Rolando Meriño, Arnaldo Guerra, Alexis Durruthy, Ángel Téllez
- Infielders: Pedro Poll, José Julio Ruiz, Manuel Benavides, Luis Miguel Navas, Héctor Olivera, Alexander Jorge, Maikel Castellanos, Yoandri Massó
- Outfielders: Reutilio Hurtado, Alexei Bell, Edilse Silva, Eliécer Bonne, Luis Guzmán
- Pitchers: Norge Luis Vera, Ormari Romero, Danny Betancourt, Alberto Bicet, Félix Rivera, Osmany Tamayo, Yunier Sánchez, Leodanis Menéndez, Albert Carrión, Carlos Portuondo, Yudelkis Guzmán, Arnaldo García, Jorge Luis Sanchez

## Bemerkenswerte Spieler
- José Luis Alemán (Pitcher)
- Fausto Álvarez
- Jorge García (Outfield)
- Evenecer Godínez (Shortstop)
- Orestes Kindelán
- Modesto Larduet (Catcher)
- Ramón Otamendi (Third base)
- Antonio Pacheco Masó
- Luis Enrique Padró (Catcher)
- Luis Tissert (Pitcher)
- Braudilio Vinent (Pitcher)
- Grabiel Pierre (Third base)
- Manuel Benavides
- Norge Luis Vera (Pitcher)

## Bemerkenswerte Spieler vor 1977
- Ramón Hechavarría
- Elpidio Mancebo
- Fermín Laffita